# Söderfjärden, Eckerö
Söderfjärden är en fjärd i norra Eckerö på Åland. Väster om Söderfjärden breder Ålands hav ut sig. I nordost finns ön Finbo och Finbofjärden.